# مساحت بازل
مساحت بازل (به انگلیسی: Basal area) عددی است که برای مدیریت جنگل و تعریف منطقه‌ای از پوشش گیاهی و جنگل‌ها که تحت پوشش تنه و ریشهٔ درختانی با ارتفاع بیش از ۱٫۳ متر یا ۴٫۵ پا قرار دارد، گفته می‌شود.
برای پیش‌بینی مساحت بازل
{\displaystyle BA}
از فرمول زیر استفاده می‌شود:
{\displaystyle BA={\frac {\pi \times (DBH/2)^{2}}{144}}}
(توجه ضریب ۱۴۴ برای تبدیل اینچ مربع به فوت مربع است)
فرمول ساده‌شده آن به صورت زیر است:
{\displaystyle BA=0.005454\times DBH^{2}}
نتیجه آن به فوت مربع خواهد بود.
برای DBH در سانی‌متر از فرمول زیر استفاده می‌شود:
{\displaystyle BA=0.00007854\times DBH^{2}}
نتیجهٔ فرمول به مترمربع می‌باشد.